# Qui gladio ferit gladio perit
Qui gladio ferit gladio perit è un proverbio latino, che tradotto letteralmente significa «Chi di spada ferisce di spada perisce».
La frase è una riformulazione retorica (parallelismo e paronomasia) di quella pronunciata da Gesù quando nell'orto del Getsemani viene catturato dai soldati inviati dai principi dei sacerdoti. Secondo il racconto dell'evangelista san Matteo (26,51-52) uno dei seguaci di Gesù sguainò la spada per difendere il maestro e amputò un orecchio a un servo del sommo sacerdote Caifa. Gesù però gli disse: Converte gladium tuum in locum suum; omnes enim qui acceperint gladium gladio peribunt (Riponi la tua spada nel fodero, ché tutti coloro che avran messo mano alla spada di spada periranno; cfr. Gen. 9,6 e Ier. 15,2). L'evangelista san Marco (14,47) riporta l'episodio dell'amputazione ma non riferisce la successiva ammonizione di Gesù al discepolo. Simile il racconto di san Luca (22,50-51), il quale però attribuisce a Gesù una risposta diversa: Sinite usque huc (Basta così) e aggiunge, unico tra gli evangelisti, che Gesù risanò l'orecchio del servo toccandolo. Più circostanziato il resoconto dell'evangelista san Giovanni (18,10-11), il quale specifica che il discepolo che sguainò la spada era Pietro e che il nome del servo era Malco. Anche qui la risposta di Gesù è identica nel senso ma diversa nella lettera, e non contiene l'espressione proverbiale: Mitte gladium tuum in vaginam. Calicem, quem dedit mihi Pater, non bibam illum? (Rimetti la tua spada nel fodero. Dovrei forse non bere il calice che il Padre ha preparato per me?).